# Campeonato Europeo de Atletismo por Equipos de 2019
El Campeonato Europeo de Atletismo por Equipos de 2019 se disputó en cuatro ciudades diferentes del 9 al 11 de agosto de 2019.

## Categorías y ciudades anfitrionas
| Categoría        | Fecha                   | Estadio                        | Ciudad    | Nación              |
| ---------------- | ----------------------- | ------------------------------ | --------- | ------------------- |
| Superliga        | 9–11 de agosto de 2019  | Estadio Zdzisław Krzyszkowiak  | Bydgoszcz | Polonia             |
| Primera División | 9–11 de agosto de 2019  | Sandnes Stadion                | Sandnes   | Noruega             |
| Segunda División | 10–11 de agosto de 2019 | Parque de deportes de Varaždin | Varaždin  | Croacia             |
| Tercera División | 10–11 de agosto de 2019 | Toše Proeski Arena             | Skopie    | Macedonia del Norte |

El consejo de la Asociación Europea de Atletismo aprobó en abril de 2018 una nueva distribución de países entre las distintas categorías del Campeonato Europeo por Naciones. Según esta nueva distribución, el campeonato constaría de una Superliga de 8 equipos nacionales, una Primera y Segunda División con 12 equipos cada una, y una Tercera División con los restantes equipos. Con el fin de alcanzar esta distribución en la edición de 2021, en esta edición de 2019 se usó de manera excepcional el siguiente sistema de ascensos y descensos:
- El 5 equipos peor clasificados en la Superliga descendieron a la Primera División. El primer clasificado de la Primera Liga ascendió a la Superliga.
- A consecuencia de ello, los 5 equipos peor clasificados de la Primera División descendieron a la Segunda División, mientras que el primer clasificado de la Segunda División ascendió a la Primera División. Y los 5 equipos peor clasificados de la Segunda División descendieron a la Tercera División, mientras que el primer clasificado de la Tercera División ascendió a la Segunda División.

## Sistema de puntuación
La competición es mixta. Cada prueba se disputa por separado y se suman los puntos obtenidos por cada equipo en todas ellas para obtener la clasificación final.
Los puntos que se otorgan en cada prueba son:
- El vencedor de la prueba obtiene un número de puntos igual al de equipos participantes en su división.
- Cada atleta clasificado a continuación obtienen un punto menos que el anterior, hasta 1 punto para el último clasificado.
- Si dos atletas empatan, se reparten equitativamente los puntos correspondientes a sus posiciones (p. ej.: si dos atletas empatan en el cuarto-quinto puesto en una división con doce equipos, cada uno de ellos obtiene 8,5 puntos).
- Si un atleta no inicia la prueba, no la termina, es descalificado o no consigue ninguna marca, obtiene 0 puntos.
- En las pruebas de velocidad (hasta 400 metros, incluidas las pruebas de vallas) se disputan dos eliminatorias con seis atletas cada una. Los tres primeros clasificados de cada serie y los dos mejores tiempos de entre los no clasificados pasan a la final; los demás se clasifican entre el 9º y el último puesto según los tiempos obtenidos en las eliminatorias. Los puestos del 1º al 8º se deciden en la final.
- Si un atleta se clasifica para la final de una prueba de velocidad y no la inicia, no la termina o es descalificado, obtiene la posición y los puntos correspondientes al último puesto de la final.

## Superliga

### Países participantes
- Alemania
- España
- Finlandia (ascendido)
- Francia
- Grecia
- Italia
- Polonia
- Reino Unido
- República Checa
- Suecia (ascendido)
- Suiza (ascendido)
- Ucrania

### Desarrollo
La competición de la Superliga se planteaba, a priori, con dos grupos de seis equipos en luchas separadas. Por un lado, Alemania y la anfitriona, Polonia, pelearían por el primer puesto, con Francia, Gran Bretaña e Italia luchando por acompañarles en el podio y España un poco por detrás de ellas. Por otro, la República Checa y Ucrania lucharían por obtener la séptima plaza, la última que permitía evitar el descenso a causa de la remodelación de las categorías de cara a 2021, mientras que Finlandia, Grecia, Suecia y Suiza deberían perder la categoría. Sin embargo, una serie de desgracias ocurridas durante el segundo día, incluyendo dos retiradas y dos descalificaciones, dejaron a Alemania sin opciones para disputar la victoria final.
La lucha por las demás posiciones se mantuvo hasta las dos últimas pruebas, los relevos 4 x 400 metros en ambas categorías. Finalmente, tan solo un punto y medio separó a Alemania (segunda) de Italia (cuarta), con Francia en tercera posición. En la lucha por evitar el descenso, Ucrania consiguió superar por 5,5 puntos a la República Checa, que no consiguió recuperarse de la descalificación en el relevo 4 x 100 masculino. Y se confirmó la distancia entre los dos bloques de equipos, pues la distancia entre la sexta clasificada (España) y la séptima (Ucrania) fue de 69,5 puntos. Fue la primera victoria de Polonia en esta competición.
En el terreno individual destacaron los 7,11 m (con viento de +2.2 m/s) que saltó la alemana Malaika Mihambo en la prueba de salto de longitud.

### Pruebas masculinas
| Evento                      | Oro                                                                            | Oro        | Plata                                                                     | Plata    | Bronce                                                                      | Bronce   |
| --------------------------- | ------------------------------------------------------------------------------ | ---------- | ------------------------------------------------------------------------- | -------- | --------------------------------------------------------------------------- | -------- |
| 100 metros Viento: -1.4 m/s | Jimmy Vicaut Francia                                                           | 10.35      | Marcell Jacobs · Italia                                                   | 10.39    | Michael Pohl · Alemania                                                     | 10.55    |
| 200 metros Viento: -1.0 m/s | Richard Kilty Reino Unido                                                      | 20.66      | Eseosa Desalu · Italia                                                    | 20.69    | Mouhamadou Fall Francia                                                     | 20.70    |
| 400 metros                  | Davide Re · Italia                                                             | 45.35      | Dwayne Cowan Reino Unido                                                  | 46.18    | Óscar Husillos · España                                                     | 46.36    |
| 800 metros                  | Adam Kszczot · Polonia                                                         | 1:46.97    | Jamie Webb Reino Unido                                                    | 1:47.25  | Álvaro de Arriba · España                                                   | 1:47.48  |
| 1500 metros                 | Marcin Lewandowski · Polonia                                                   | 3:47.88    | Charlie Grice Reino Unido                                                 | 3:48.35  | Jakub Holuša · República Checa                                              | 3:49.18  |
| 3000 metros                 | Adel Mechaal · España                                                          | 8:02.51    | Kalle Berglund · Suecia                                                   | 8:02.79  | James West Reino Unido                                                      | 8:02.97  |
| 5000 metros                 | Yeman Crippa · Italia                                                          | 13:43.30   | Julien Wanders · Suiza                                                    | 13:45.31 | Hugo Hay Francia                                                            | 13:58.20 |
| 3000 metros obstáculos      | Fernando Carro · España                                                        | 8:27.26    | Topi Raitanen · Finlandia                                                 | 8:27.68  | Krystian Zalewski · Polonia                                                 | 8:29.12  |
| 110 metros vallas           | Orlando Ortega · España                                                        | 13.38      | Pascal Martinot-Lagarde Francia                                           | 13.46    | Gregor Traber · Alemania                                                    | 13.54    |
| 400 metros vallas           | Patryk Dobek · Polonia                                                         | 48.87      | Ludvy Vaillant Francia                                                    | 48.98    | Luke Campbell · Alemania                                                    | 49.24    |
| Relevo 4 x 100 metros       | Reino Unido Dominic Ashwell Oliver Bromby Richard Kilty Harry Aikines-Aryeetey | 38.73      | Alemania · Steven Müller · Marvin Schulte · Roy Schmidt · Michael Pohl    | 38.88    | Ucrania · Erik Kostrytsya · Oleksandr Sokolov · Ihor Bodrov · Serhiy Smelyk | 39.02    |
| Relevo 4 x 400 metros       | Italia · Edoardo Scotti · Matteo Galvan · Brayan Lopez · Davide Re             | 3:02.04 EL | Francia Mamadou Kassé Hann Christopher Naliali Thomas Jordier Loïc Prévot | 3:02.08  | Polonia · Wiktor Suwara · Rafał Omelko · Lukasz Krawczuk · Patryk Dobek     | 3:02.56  |
| Salto de altura             | Miguel Ángel Sancho · España                                                   | 2.26       | Chris Baker Reino Unido                                                   | 2.22     | Stefano Sottile · Italia                                                    | 2.22     |
| Salto con pértiga           | Piotr Lisek · Polonia                                                          | 5.81       | Melker Svärd Jakobsson · Suecia                                           | 5.71     | Renaud Lavillenie Francia                                                   | 5.71     |
| Salto de longitud           | Miltiadis Tentoglou · Grecia                                                   | 8.30       | Eusebio Cáceres · España                                                  | 8.02     | Tomasz Jaszczuk · Polonia                                                   | 8.00     |
| Triple salto                | Ben Williams Reino Unido                                                       | 17.14      | Simo Lipsanen · Finlandia                                                 | 16.76    | Benjamin Compaoré Francia                                                   | 16.67    |
| Lanzamiento de peso         | Michał Haratyk · Polonia                                                       | 21.83      | Tomáš Staněk · República Checa                                            | 20.65    | Frédéric Dagée Francia                                                      | 20.03    |
| Lanzamiento de disco        | Piotr Małachowski · Polonia                                                    | 63.02      | Martin Wierig · Alemania                                                  | 61.84    | Daniel Ståhl · Suecia                                                       | 61.38    |
| Lanzamiento de martillo     | Wojciech Nowicki · Polonia                                                     | 78.84      | Quentin Bigot Francia                                                     | 76.70    | Mihail Anastasakis · Grecia                                                 | 75.77    |
| Lanzamiento de jabalina     | Julian Weber · Alemania                                                        | 86.86      | Jakub Vadlejch · República Checa                                          | 79.88    | Marcin Krukowski · Polonia                                                  | 79.54    |

### Pruebas femeninas
| Evento                  | Oro                                                                                                  | Oro        | Plata                                                                        | Plata    | Bronce                                                                                            | Bronce   |
| ----------------------- | --- | ---------- | ---------------------------------------------------------------------------- | -------- | ------------------------------------------------------------------------------------------------- | -------- |
| 100 metros              | Carolle Zahi Francia                                                                                 | 11.31      | Daryll Neita Reino Unido                                                     | 11.33    | Ewa Swoboda · Polonia                                                                             | 11.35    |
| 200 metros              | Mujinga Kambundji · Suiza                                                                            | 22.72      | Jodie Williams Reino Unido                                                   | 22.89    | Jessica-Bianca Wessolly · Alemania                                                                | 23.15    |
| 400 metros              | Justyna Święty-Ersetic · Polonia                                                                     | 51.23      | Léa Sprunger · Suiza                                                         | 51.84    | Maria Benedicta Chigbolu · Italia                                                                 | 52.19    |
| 800 metros              | Rénelle Lamote Francia                                                                               | 2:01.21    | Shelayna Oskan-Clarke Reino Unido                                            | 2:01.45  | Christina Hering · Alemania                                                                       | 2:01.77  |
| 1500 metros             | Sofia Ennaoui · Polonia                                                                              | 4:08.37    | Caterina Granz · Alemania                                                    | 4:08.52  | Kristiina Mäki · República Checa                                                                  | 4:09.12  |
| 3000 metros             | Yolanda Ngarambe · Suecia                                                                            | 9:07.67    | Marta Zenoni · Italia                                                        | 9:08.34  | Solange Pereira · España                                                                          | 9:09.76  |
| 5000 metros             | Hanna Klein · Alemania                                                                               | 15:39.00   | Maitane Melero · España                                                      | 15:44.55 | Sarah Inglis Reino Unido                                                                          | 15:45.23 |
| 3000 metros obstáculos  | Gesa-Felicitas Krause · Alemania                                                                     | 9:36.67    | Irene Sánchez-Escribano · España                                             | 9:39.24  | Rosie Clarke Reino Unido                                                                          | 9:39.85  |
| 100 metros vallas       | Luminosa Bogliolo · Italia                                                                           | 12.87      | Cindy Roleder · Alemania                                                     | 12.87    | Karolina Koleczek · Polonia                                                                       | 12.88    |
| 400 metros vallas       | Zuzana Hejnová · República Checa                                                                     | 55.10      | Anna Ryzhykova · Ucrania                                                     | 55.61    | Joanna Linkiewicz · Polonia                                                                       | 55.67    |
| Relevo 4 x 100 metros   | Francia Carolle Zahi Orlann Ombissa-Dzangue Estelle Raffai Sarah Richard                             | 43.09      | Suiza · Ajla del Ponte · Sarah Atcho · Mujinga Kambundji · Cornelia Halbheer | 43.11    | Reino Unido Kristal Awuah Alisha Rees Bianca Williams Rachel Miller                               | 43.46    |
| Relevo 4 x 400 metros   | Polonia · Iga Baumgart-Witan · Anna Kielbasinska · Malgorzata Holub-Kowalik · Justyna Swiety-Ersetic | 3:24.81 EL | Reino Unido Emily Diamond Jodie Williams Zoey Clark Jessica Turner           | 3:27.12  | Italia · Maria Benedicta Chigbolu · Ayomide Folorunso · Rebecca Borga · Giancarla Dimich Trevisan | 3:27.32  |
| Salto de altura         | Yuliya Levchenko · Ucrania                                                                           | 1.97       | Erika Kinsey · Suecia                                                        | 1.94     | Alessia Trost · Italia                                                                            | 1.94 =   |
| Salto con pértiga       | Ekaterini Stefanidi · Grecia                                                                         | 4.70       | Maryna Kylypko · Ucrania                                                     | 4.56     | Angelica Bengtsson · Suecia · Ninon Guillon-Romarin · Francia                                     | 4.46     |
| Salto de longitud       | Malaika Mihambo · Alemania                                                                           | 7.11       | Abigail Irozuru Reino Unido                                                  | 6.75     | Éloyse Lesueur                                                                                    | 6.72     |
| Triple salto            | Paraskevi Papachristou · Grecia                                                                      | 14.48      | Ana Peleteiro · España                                                       | 14.27    | Ottavia Cestonaro · Italia                                                                        | 14.18    |
| Lanzamiento de peso     | Christina Schwanitz · Alemania                                                                       | 18.93      | Fanny Roos · Suecia                                                          | 18.54    | Sophie McKinna Reino Unido                                                                        | 17.94    |
| Lanzamiento de disco    | Claudine Vita · Alemania                                                                             | 61.09      | Mélina Robert-Michon Francia                                                 | 60.61    | Hrisoúla Anagnostopoúlou · Grecia                                                                 | 59.02    |
| Lanzamiento de martillo | Alexandra Tavernier Francia                                                                          | 72.81      | Joanna Fiodorow · Polonia                                                    | 72.13    | Iryna Klymets · Ucrania                                                                           | 71.67    |
| Lanzamiento de jabalina | Alexie Alaïs Francia                                                                                 | 63.46      | Maria Andrejczyk · Polonia                                                   | 63.39    | Irena Šedivá · República Checa                                                                    | 61.32    |

### Pruebas mixtas
(No puntúan)
| Evento                | Oro                                                                  | Oro     | Plata                                                                    | Plata   | Bronce                                                                   | Bronce  |
| --------------------- | -------------------------------------------------------------------- | ------- | ------------------------------------------------------------------------ | ------- | ------------------------------------------------------------------------ | ------- |
| Relevo 4 x 400 metros | Reino Unido Niclas Baker Yasmin Liverpool Jessica Turner Alex Knibbs | 3:19.40 | España · Andrea Jiménez · Darwin Echeverry · Carmen Avilés · Bernat Erta | 3:20.47 | Francia Patrice Maurice Elise Trynkler Laurine Xailly Mamadou Kassé Hann | 3:20.91 |

### Tabla de puntuaciones
| Prueba                  | Prueba | República Checa | Finlandia | Francia | Alemania | Reino Unido | Grecia | Italia | Polonia | España | Suecia | Suiza | Ucrania |
| ----------------------- | ------ | --------------- | --------- | ------- | -------- | ----------- | ------ | ------ | ------- | ------ | ------ | ----- | ------- |
| 100 metros              | M      | 7               | 1         | 12      | 10       | 9           | 2      | 11     | 5       | 6      | 4      | 3     | 8       |
| 100 metros              | F      | 7               | 4         | 12      | 5        | 11          | 6      | 8      | 10      | 9      | 2      | 1     | 3       |
| 200 metros              | M      | 8               | 2         | 10      | 7        | 12          | 4      | 11     | 1       | 6      | 5      | 3     | 9       |
| 200 metros              | F      | 1               | 4         | 9       | 10       | 11          | 8      | 6      | 7       | 5      | 2      | 12    | 3       |
| 400 metros              | M      | 4               | 1         | 8       | 6        | 11          | 2      | 12     | 9       | 10     | 5      | 3     | 7       |
| 400 metros              | F      | 8               | 1         | 9       | 4        | 7           | 3      | 10     | 12      | 2      | 5      | 11    | 6       |
| 800 metros              | M      | 5               | 2         | 6       | 9        | 11          | 3      | 7      | 12      | 10     | 8      | 4     | 1       |
| 800 metros              | F      | 5               | 9         | 12      | 10       | 11          | 1      | 2      | 7       | 6      | 3      | 4     | 8       |
| 1500 metros             | M      | 10              | 3         | 8       | 7        | 11          | 2      | 6      | 12      | 0      | 9      | 5     | 4       |
| 1500 metros             | F      | 10              | 9         | 3       | 11       | 7           | 1      | 4      | 12      | 8      | 6      | 2     | 5       |
| 3000 metros             | M      | 6               | 1         | 4       | 8        | 10          | 2      | 9      | 3       | 12     | 11     | 7     | 5       |
| 3000 metros             | F      | 2               | 6         | 5       | 8        | 4           | 3      | 11     | 9       | 10     | 12     | 7     | 1       |
| 5000 metros             | M      | 7               | 2         | 10      | 0        | 5           | 6      | 12     | 4       | 9      | 8      | 11    | 3       |
| 5000 metros             | F      | 5               | 3         | 9       | 12       | 10          | 0      | 8      | 4       | 11     | 7      | 6     | 2       |
| 3000 metros obstáculos  | M      | 4               | 11        | 6       | 7        | 9           | 3      | 8      | 10      | 12     | 0      | 2     | 5       |
| 3000 metros obstáculos  | F      | 5               | 9         | 7       | 12       | 10          | 2      | 4      | 8       | 11     | 3      | 6     | 1       |
| 110/100 metros vallas   | M      | 1               | 5         | 11      | 10       | 6           | 8      | 7      | 9       | 12     | 4      | 3     | 2       |
| 110/100 metros vallas   | F      | 3               | 8         | 4       | 11       | 9           | 6      | 12     | 10      | 5      | 1      | 2     | 7       |
| 400 metros vallas       | M      | 8               | 6         | 11      | 10       | 9           | 4      | 3      | 12      | 7      | 2      | 5     | 1       |
| 400 metros vallas       | F      | 12              | 2         | 6       | 4        | 7           | 1      | 9      | 10      | 3      | 5      | 8     | 11      |
| Relevo 4 × 100 metros   | M      | 0               | 3         | 0       | 11       | 12          | 6      | 7      | 9       | 8      | 4      | 5     | 10      |
| Relevo 4 × 100 metros   | F      | 5               | 3         | 12      | 9        | 10          | 2      | 7      | 6       | 8      | 1      | 11    | 4       |
| Relevo 4 × 400 metros   | M      | 8               | 4         | 11      | 2        | 0           | 5      | 12     | 10      | 9      | 3      | 6     | 7       |
| Relevo 4 × 400 metros   | F      | 4               | 1         | 7       | 8        | 11          | 5      | 10     | 12      | 6      | 2      | 3     | 9       |
| Salto de altura         | M      | 2               | 1         | 7       | 9        | 11          | 5      | 10     | 8       | 12     | 4      | 3     | 6       |
| Salto de altura         | F      | 3.5             | 0         | 5       | 9        | 2           | 7      | 10     | 8       | 3.5    | 11     | 6     | 12      |
| Salto con pértiga       | M      | 7               | 4.5       | 10      | 4.5      | 3           | 9      | 8      | 12      | 6      | 11     | 2     | 0       |
| Salto con pértiga       | F      | 7               | 4.5       | 9.5     | 0        | 4.5         | 12     | 8      | 3       | 2      | 9.5    | 6     | 11      |
| Salto de longitud       | M      | 1               | 7         | 3       | 5        | 6           | 12     | 9      | 10      | 11     | 2      | 4     | 8       |
| Salto de longitud       | F      | 3               | 8         | 10      | 12       | 11          | 7      | 5      | 2       | 9      | 6      | 4     | 1       |
| Triple salto            | M      | 2               | 11        | 10      | 6        | 12          | 7      | 5      | 8       | 4      | 9      | 1     | 3       |
| Triple salto            | F      | 1               | 8         | 3       | 7        | 6           | 12     | 10     | 5       | 11     | 2      | 4     | 8       |
| Lanzamiento de peso     | M      | 11              | 2         | 10      | 9        | 8           | 3      | 7      | 12      | 4      | 5      | 1     | 6       |
| Lanzamiento de peso     | F      | 7               | 6         | 3       | 12       | 10          | 2      | 5      | 9       | 4      | 11     | 1     | 8       |
| Lanzamiento de disco    | M      | 6               | 2         | 5       | 11       | 3           | 4      | 9      | 12      | 8      | 10     | 1     | 7       |
| Lanzamiento de disco    | F      | 4               | 8         | 11      | 12       | 5           | 10     | 7      | 9       | 2      | 3      | 1     | 6       |
| Lanzamiento de martillo | M      | 2               | 8         | 11      | 6        | 3           | 10     | 5      | 12      | 9      | 4      | 1     | 7       |
| Lanzamiento de martillo | F      | 7               | 5         | 12      | 8        | 3           | 2      | 9      | 11      | 6      | 1      | 4     | 10      |
| Lanzamiento de jabalina | M      | 11              | 8         | 3       | 12       | 1           | 2      | 7      | 10      | 9      | 5      | 6     | 4       |
| Lanzamiento de jabalina | F      | 10              | 7         | 12      | 4        | 1           | 8      | 6      | 11      | 9      | 3      | 2     | 5       |
| País                    | País   | República Checa | Finlandia | Francia | Alemania | Reino Unido | Grecia | Italia | Polonia | España | Suecia | Suiza | Ucrania |
| Total                   | Total  | 219.5           | 190       | 316.5   | 317.5    | 302.5       | 197    | 316    | 345     | 294.5  | 210.5  | 175   | 225     |
| Puesto                  | Puesto | 8º              | 11º       | 3º      | 2º       | 5º          | 10º    | 4º     | 1º      | 6º     | 9º     | 12º   | 7º      |

### Clasificación final
| Pos | País            | Pts   | Nota                                  |
| --- | --------------- | ----- | ------------------------------------- |
| 1   | Polonia         | 345   |                                       |
| 2   | Alemania        | 317.5 |                                       |
| 3   | Francia         | 316.5 |                                       |
| 4   | Italia          | 316   |                                       |
| 5   | Reino Unido     | 302.5 |                                       |
| 6   | España          | 294.5 |                                       |
| 7   | Ucrania         | 225   |                                       |
| 8   | República Checa | 219.5 | Descienden a la Primera División 2021 |
| 9   | Suecia          | 210.5 | Descienden a la Primera División 2021 |
| 10  | Grecia          | 197   | Descienden a la Primera División 2021 |
| 11  | Finlandia       | 190   | Descienden a la Primera División 2021 |
| 12  | Suiza           | 175   | Descienden a la Primera División 2021 |

Es la primera victoria en esta competición para Polonia.

## Primera División

### Países participantes
El primer clasificado asciende a la Superliga; los 5 últimos (4 por la no participación de Rusia) descienden a la Segunda División:
- Bielorrusia (descendido)
- Bélgica
- Eslovaquia (ascendido)
- Hungría (ascendido)
- Irlanda
- Lituania (ascendido)
- Noruega
- Países Bajos (descendido)
- Portugal
- Rumania
- Rusia (descalificado, no participó)
- Turquía

### Pruebas masculinas
| Evento                  | Oro                                                                     | Oro      | Plata                                                                           | Plata    | Bronce                                                                      | Bronce   |
| ----------------------- | ----------------------------------------------------------------------- | -------- | ------------------------------------------------------------------------------- | -------- | --------------------------------------------------------------------------- | -------- |
| 100 metros              | Carlos Nascimento Portugal                                              | 10.64    | Hensley Paulina · Países Bajos                                                  | 10.67    | Ján Volko · Eslovaquia                                                      | 10.75    |
| 200 metros              | Chris Garia · Países Bajos                                              | 20.85    | Ján Volko · Eslovaquia                                                          | 20.98    | Robin Vanderbemden · Bélgica                                                | 21.08    |
| 400 metros              | Jonathan Sacoor · Bélgica                                               | 46.43    | Christopher O'Donnell Irlanda                                                   | 46.70    | Ricardo dos Santos Portugal                                                 | 46.74    |
| 800 metros              | Balázs Vindics · Hungría                                                | 1:49.62  | Mark English Irlanda                                                            | 1:50.06  | Mehmet Çelik Turquía                                                        | 1:50.24  |
| 1500 metros             | Jakob Ingebrigtsen · Noruega                                            | 3:43.43  | Paulo Rosário Portugal                                                          | 3:45.18  | Simas Bertašius · Lituania                                                  | 3:45.51  |
| 3000 metros             | Kimeli Isaac · Bélgica                                                  | 8:09.09  | Henrik Ingebrigtsen · Noruega                                                   | 8:09.72  | Mike Foppen · Países Bajos                                                  | 8:09.75  |
| 5000 metros             | Filip Ingebrigtsen · Noruega                                            | 13:37.09 | Aras Kaya Turquía                                                               | 13:53.95 | Nicolae Soare · Rumania                                                     | 13:54.88 |
| 3000 metros obstáculos  | Tom Erling Kårbø · Noruega                                              | 8:52.00  | André Pereira Portugal                                                          | 8:53.60  | Justinas Beržanskis · Lituania                                              | 8:53.86  |
| 110 metros vallas       | Vitali Parakhonka · Bielorrusia                                         | 13.73    | Michael Obasuyi · Bélgica                                                       | 13.76    | Valdó Szűcs · Hungría                                                       | 13.92    |
| 400 metros vallas       | Yasmani Copello Turquía                                                 | 49.23    | Nick Smidt · Países Bajos                                                       | 49.99    | Dylan Owusu · Bélgica                                                       | 50.91    |
| Relevo 4 x 100 metros   | Turquía Kayhan Özer Jak Ali Harvey Emre Zafer Barnes Yiğitcan Hekimoğlu | 39.46    | Portugal Frederico Curvelo Diogo Antunes Carlos Nascimento Delvis Santos        | 39.79    | Bélgica · Gaylord Kuba · Andreas Vranken · Antoine Snyders · Charles Niesen | 40.07    |
| Relevo 4 x 400 metros   | Turquía Batuhan Altıntaş Yavuz Can İlyas Çanakçı Yasmani Copello        |          | Países Bajos · Ramsey Angela · Tony van Diepen · Jochem Dobber · Terrence Agard |          | Irlanda Christopher O'Donnell Andrew Mellon Cathal Crosbie Harry Purcell    | 3:08.83  |
| Salto de altura         | Alperen Acet Turquía                                                    | 2.21     | Dzmitry Nabokau · Bielorrusia                                                   | 2.18     | Matúš Bubeník · Eslovaquia                                                  | 2.18     |
| Salto con pértiga       | Sondre Guttormsen · Noruega                                             | 5.51     | Ben Broeders · Bélgica                                                          | 5.46     | Ersu Sasma Turquía                                                          | 5.41     |
| Salto de longitud       | Tomáš Veszelka · Eslovaquia                                             | 7.79     | Uladzislau Bulakhau · Bielorrusia                                               | 7.78     | Ingar Kiplesund · Noruega                                                   | 7.76     |
| Triple salto            | Pedro Pablo Pichardo Portugal                                           | 16.98    | Răzvan Cristian Grecu · Rumania                                                 | 16.82    | Tomáš Veszelka · Eslovaquia                                                 | 16.51    |
| Lanzamiento de peso     | Denzel Comenentia · Países Bajos                                        | 20.61    | Aliaksei Nichypar · Bielorrusia                                                 | 19.90    | Marcus Thomsen · Noruega                                                    | 19.62    |
| Lanzamiento de disco    | Ola Stunes Isene · Noruega                                              | 64.80    | Philip Milanov · Bélgica                                                        | 64.73    | Alin Alexandru Firfirică · Rumania                                          | 62.50    |
| Lanzamiento de martillo | Bence Halász · Hungría                                                  | 75.36    | Eivind Henriksen · Noruega                                                      | 74.55    | Hleb Dudarau · Bielorrusia                                                  | 73.58    |
| Lanzamiento de jabalina | Edis Matusevičius · Lituania                                            | 82.35    | Pavel Mialeshka · Bielorrusia                                                   | 77.94    | Norbert Rivasz-Tóth · Hungría                                               | 77.04    |

### Pruebas femeninas
| Evento                  | Oro                                                                            | Oro      | Plata                                                                 | Plata          | Bronce                                                                         | Bronce   |
| ----------------------- | ------------------------------------------------------------------------------ | -------- | --------------------------------------------------------------------- | -------------- | ------------------------------------------------------------------------------ | -------- |
| 100 metros              | Marije van Hunenstijn · Países Bajos                                           | 11.63    | Lorène Bazolo Portugal                                                | 11.75          | Ciara Neville Irlanda                                                          | 11.82    |
| 200 metros              | Lorène Bazolo Portugal                                                         | 23.78    | Krystsina Tsimanouskaya · Bielorrusia                                 | 23.81          | Imke Vervaet · Bélgica                                                         | 23.90    |
| 400 metros              | Lisanne de Witte · Países Bajos                                                | 52.05    | Modesta Morauskaitė · Lituania                                        | 52.43          | Cátia Azevedo Portugal                                                         | 52.44    |
| 800 metros              | Hedda Hynne · Noruega                                                          | 2:04.94  | Renée Eykens · Bélgica                                                | 2:05.24        | Claudia Bobocea · Rumania                                                      | 2:05.60  |
| 1500 metros             | Daryia Barysevich · Bielorrusia                                                | 4:50.60  | Claudia Bobocea · Rumania                                             | 4:51.05        | Britt Ummels · Países Bajos                                                    | 4:51.40  |
| 3000 metros             | Karoline Bjerkeli Grøvdal · Noruega                                            | 9:45.20  | Maureen Koster · Países Bajos                                         | 9:46.29        | Mariana Machado Portugal                                                       | 9:49.98  |
| 5000 metros             | Roxana Bârcă · Rumania                                                         | 15:59.66 | Mariana Machado Portugal                                              | 16:01.14 EU20L | Fionnuala McCormack Irlanda                                                    | 16:02.78 |
| 3000 metros obstáculos  | Viktória Gyürkés · Hungría                                                     | 9:53.48  | Irene van der Reijken · Países Bajos                                  | 9:56.35        | Claudia Prisecaru · Rumania                                                    | 9:56.52  |
| 100 metros vallas       | Nadine Visser · Países Bajos                                                   | 12.98    | Elvira Herman · Bielorrusia                                           | 13.15          | Luca Kozák · Hungría                                                           | 13.20    |
| 400 metros vallas       | Amalie Iuel · Noruega                                                          | 55.80    | Femke Bol · Países Bajos                                              | 56.97          | Paulien Couckuyt · Bélgica                                                     | 56.99    |
| Relevo 4 x 100 metros   | Bélgica · Élise Mehuys · Rani Rosius · Imke Vervaet · Manon Depuydt            | 44.53    | Hungría · Anasztázia Nguyen · Klaudia Sorok · Éva Kaptur · Luca Kozák | 44.73          | Portugal Sofia Duarte Lorène Bazolo Olimpia Barbosa Catarina Lourenco          | 44.94    |
| Relevo 4 x 400 metros   | Noruega · Sara Dorthea Jensen · Elisabeth Slettum · Line Kloster · Amalie Iuel | 3:33.69  | Portugal Rivinilda Mentai Vera Barbosa Dorothé Évora Cátia Azevedo    | 3:33.95        | Países Bajos · Laura de Witte · Lieke Klaver · Bianca Baak · Maureen Ellsworth | 3:33.97  |
| Salto de altura         | Karina Taranda · Bielorrusia                                                   | 1.92     | Claire Orcel · Bélgica                                                | 1.90           | Tonje Angelsen · Noruega                                                       | 1.85     |
| Salto con pértiga       | Iryna Zhuk · Bielorrusia                                                       | 4.56     | Lene Retzius · Noruega                                                | 4.51           | Killiana Heymans · Países Bajos                                                | 4.46     |
| Salto de longitud       | Nastassia Mironchyk-Ivanova · Bielorrusia                                      | 6.76     | Evelise Veiga Portugal                                                | 6.61           | Alina Rotaru · Rumania                                                         | 6.59     |
| Triple salto            | Dovilė Dzindzalietaitė · Lituania                                              | 14.28    | Elena Panțuroiu · Rumania                                             | 14.24          | Evelise Veiga Portugal                                                         | 13.94    |
| Lanzamiento de peso     | Aliona Dubitskaya · Bielorrusia                                                | 18.78    | Emel Dereli Turquía                                                   | 18.11          | Anita Márton · Hungría                                                         | 17.66    |
| Lanzamiento de disco    | Irina Rodrigues Portugal                                                       | 58.16    | Corinne Nugter · Países Bajos                                         | 57.10          | Ieva Zarankaitė · Lituania                                                     | 55.08    |
| Lanzamiento de martillo | Martina Hrašnová · Eslovaquia                                                  | 71.64    | Kıvılcım Kaya Turquía                                                 | 68.63          | Bianca Perie-Ghelber · Rumania                                                 | 68.43    |
| Lanzamiento de jabalina | Tatsiana Khaladovich · Bielorrusia                                             | 61.17    | Réka Szilágyi · Hungría                                               | 57.97          | Eda Tuğsuz Turquía                                                             | 54.92    |

### Tabla de puntuaciones
| Prueba                  | Prueba | Bielorrusia | Bélgica | Hungría | Irlanda | Lituania | Países Bajos | Noruega | Portugal | Rumania | Eslovaquia | Turquía |
| ----------------------- | ------ | ----------- | ------- | ------- | ------- | -------- | ------------ | ------- | -------- | ------- | ---------- | ------- |
| 100 metros              | M      | 7           | 2       | 1       | 6       | 3        | 10           | 8       | 11       | 5       | 9          | 4       |
| 100 metros              | F      | 1           | 5       | 2       | 9       | 3        | 11           | 7       | 10       | 8       | 4          | 6       |
| 200 metros              | M      | 1           | 9       | 6       | 8       | 4        | 11           | 5       | 7        | 2       | 10         | 3       |
| 200 metros              | F      | 10          | 9       | 2       | 4.5     | 3        | 4.5          | 8       | 11       | 7       | 6          | 1       |
| 400 metros              | M      | 7           | 11      | 1       | 10      | 3        | 8            | 6       | 9        | 2       | 5          | 4       |
| 400 metros              | F      | 2           | 6       | 4       | 5       | 10       | 11           | 1       | 9        | 8       | 7          | 3       |
| 800 metros              | M      | 2           | 5       | 11      | 10      | 8        | 6            | 4       | 7        | 3       | 1          | 9       |
| 800 metros              | F      | 6           | 10      | 2       | 5       | 8        | 3            | 11      | 4        | 9       | 7          | 1       |
| 1500 metros             | M      | 3           | 7       | 4       | 8       | 9        | 6            | 11      | 10       | 2       | 1          | 5       |
| 1500 metros             | F      | 11          | 1       | 6       | 5       | 3        | 9            | 4       | 8        | 10      | 2          | 7       |
| 3000 metros             | M      | 7           | 11      | 3       | 5       | 8        | 9            | 10      | 6        | 2       | 1          | 4       |
| 3000 metros             | F      | 8           | 4       | 3       | 6       | 1        | 10           | 11      | 9        | 7       | 5          | 2       |
| 5000 metros             | M      | 3           | 4       | 2       | 6       | 1        | 5            | 11      | 8        | 9       | 7          | 10      |
| 5000 metros             | F      | 5           | 8       | 1       | 9       | 3        | 6            | 4       | 10       | 11      | 2          | 7       |
| 3000 metros obstáculos  | M      | 6           | 4       | 5       | 8       | 9        | 3            | 11      | 10       | 2       | 1          | 7       |
| 3000 metros obstáculos  | F      | 5           | 4       | 11      | 6       | 1        | 10           | 3       | 8        | 9       | 2          | 7       |
| 110/100 metros vallas   | M      | 11          | 10      | 9       | 4       | 3        | 2            | 8       | 5        | 6       | 1          | 7       |
| 110/100 metros vallas   | F      | 10          | 5       | 9       | 4       | 1        | 11           | 8       | 6        | 2       | 7          | 3       |
| 400 metros vallas       | M      | 3           | 9       | 6       | 8       | 1        | 10           | 5       | 4        | 2       | 7          | 11      |
| 400 metros vallas       | F      | 4           | 9       | 7       | 3       | 1        | 10           | 11      | 8        | 2       | 6          | 5       |
| Relevo 4 × 100 metros   | M      | 8           | 9       | 5       | 7       | 4        | 0            | 2       | 10       | 6       | 3          | 11      |
| Relevo 4 × 100 metros   | F      | 7           | 11      | 10      | 8       | 0        | 0            | 0       | 9        | 5       | 4          | 6       |
| Relevo 4 × 400 metros   | M      | 5           | 8       | 6       | 9       | 1        | 10           | 3       | 4        | 7       | 2          | 11      |
| Relevo 4 × 400 metros   | F      | 4           | 2       | 6       | 8       | 3        | 9            | 11      | 10       | 7       | 5          | 1       |
| Salto de altura         | M      | 10          | 6       | 5       | 2       | 7        | 8            | 1       | 4        | 3       | 9          | 11      |
| Salto de altura         | F      | 11          | 10      | 4       | 8       | 1.5      | 1.5          | 9       | 7        | 5.5     | 5.5        | 3       |
| Salto con pértiga       | M      | 6           | 10      | 5       | 3.5     | 2        | 7            | 11      | 8        | 1       | 3.5        | 9       |
| Salto con pértiga       | F      | 11          | 8       | 5       | 4       | 1        | 9            | 10      | 6        | 2       | 3          | 7       |
| Salto de longitud       | M      | 10          | 6       | 7       | 3       | 2        | 1            | 9       | 8        | 5       | 11         | 4       |
| Salto de longitud       | F      | 11          | 7       | 8       | 2       | 1        | 3            | 6       | 10       | 9       | 4          | 5       |
| Triple salto            | M      | 7           | 2       | 5       | 3       | 6        | 1            | 4       | 11       | 10      | 9          | 8       |
| Triple salto            | F      | 8           | 1       | 2       | 4       | 11       | 3            | 6       | 9        | 10      | 5          | 7       |
| Lanzamiento de peso     | M      | 10          | 3       | 1       | 6       | 4        | 11           | 9       | 8        | 7       | 2          | 5       |
| Lanzamiento de peso     | F      | 11          | 3       | 9       | 4       | 6        | 8            | 2       | 7        | 5       | 1          | 10      |
| Lanzamiento de disco    | M      | 7           | 10      | 6       | 5       | 8        | 3            | 11      | 2        | 9       | 1          | 4       |
| Lanzamiento de disco    | F      | 7           | 1       | 6       | 5       | 9        | 10           | 4       | 11       | 3       | 2          | 8       |
| Lanzamiento de martillo | M      | 9           | 2       | 11      | 5       | 3        | 1            | 10      | 6        | 4       | 7          | 8       |
| Lanzamiento de martillo | F      | 6           | 0       | 8       | 3       | 2        | 5            | 7       | 4        | 9       | 11         | 10      |
| Lanzamiento de jabalina | M      | 10          | 8       | 9       | 3       | 11       | 6            | 1       | 4        | 7       | 5          | 2       |
| Lanzamiento de jabalina | F      | 11          | 1       | 10      | 5       | 8        | 7            | 6       | 4        | 3       | 2          | 9       |
| País                    | País   | Bielorrusia | Bélgica | Hungría | Irlanda | Lituania | Países Bajos | Noruega | Portugal | Rumania | Eslovaquia | Turquía |
| Total                   | Total  | 281         | 241     | 223     | 227     | 173.5    | 259          | 269     | 302      | 225.5   | 186        | 245     |
| Puesto                  | Puesto | 2º          | 6º      | 9º      | 7º      | 11º      | 4º           | 3º      | 1º       | 8º      | 10º        | 5º      |

### Clasificación final
| Pos | País         | Pts   | Nota                                  |
| --- | ------------ | ----- | ------------------------------------- |
| 1   | Portugal     | 302   | Asciende a la Superliga 2021          |
| 2   | Bielorrusia  | 281   |                                       |
| 3   | Noruega      | 269   |                                       |
| 4   | Países Bajos | 259   |                                       |
| 5   | Turquía      | 245   |                                       |
| 6   | Bélgica      | 241   |                                       |
| 7   | Irlanda      | 227   |                                       |
| 8   | Rumania      | 225.5 | Descienden a la Segunda División 2021 |
| 9   | Hungría      | 223   | Descienden a la Segunda División 2021 |
| 10  | Eslovaquia   | 186   | Descienden a la Segunda División 2021 |
| 11  | Lituania     | 173.5 | Descienden a la Segunda División 2021 |

El equipo de Rusia, sancionado por la IAAF, no participó en la competición y desciende a la Segunda División 2021.

## Segunda División

### Países participantes
- Austria
- Bulgaria (descendido)
- Croacia
- Chipre
- Dinamarca (descendido)
- Eslovenia
- Estonia (descendido)
- Georgia (ascendido)
- Israel
- Letonia
- Luxemburgo (ascendido)
- Malta (ascendido)

### Pruebas masculinas
| Evento                  | Oro                                                                         | Oro         | Plata                                                                     | Plata        | Bronce                                                              | Bronce   |
| ----------------------- | --------------------------------------------------------------------------- | ----------- | ------------------------------------------------------------------------- | ------------ | ------------------------------------------------------------------- | -------- |
| 100 metros              | Markus Fuchs · Austria                                                      | 10.64       | Imri Persiado Israel                                                      | 10.73        | Milan Trajković Chipre                                              | 10.78    |
| 200 metros              | Markus Fuchs · Austria                                                      | 21.00       | Tazana Kamanga-Dyrbak Dinamarca                                           | 21.16 =NU18B | Luka Janežič Eslovenia                                              | 21.28    |
| 400 metros              | Luka Janežič Eslovenia                                                      | 46.13       | Jānis Leitis Letonia                                                      | 46.23 =      | Donald Blair-Sanford Israel                                         | 46.35    |
| 800 metros              | Andreas Bube Dinamarca                                                      | 1:48.59     | Žan Rudolf Eslovenia                                                      | 1:49.01      | Sven Cepus · Croacia                                                | 1:49.60  |
| 1500 metros             | Nick Jensen Dinamarca                                                       | 3:54.97     | Necho Tayachew Israel                                                     | 3:55.30      | Kaur Kivistik Estonia                                               | 3:55.35  |
| 3000 metros             | Dino Bošnjak · Croacia                                                      | 8:01.29     | Mikkel Dahl-Jessen Dinamarca                                              | 8:03.95      | Ivo Balabanov Bulgaria                                              | 8:10.79  |
| 5000 metros             | Andreas Vojta · Austria                                                     | 14:28.01    | Tiidrek Nurme Estonia                                                     | 14:28.53     | Tadesse Getahon Israel                                              | 14:29.90 |
| 3000 metros obstáculos  | Kaur Kivistik Estonia                                                       | 8:40.78     | Mitko Tsenov Bulgaria                                                     | 8:47.66      | Luca Sinn · Austria                                                 | 8:55.48  |
| 110 metros vallas       | Milan Trajković Chipre                                                      | 13.73       | Andreas Martinsen Dinamarca                                               | 13.87        | Stanislav Stankov Bulgaria                                          | 14.41    |
| 400 metros vallas       | Maksims Sinčukovs Letonia                                                   | 49.83 NU23R | Jaak-Heinrich Jagor Estonia                                               | 49.92        | Nicolai Hartling Dinamarca                                          | 50.01    |
| Relevo 4 x 100 metros   | Austria · Maximilian Münzker · Markus Fuchs · Andreas Meyer · Samuel Reindl | 39.88       | Estonia Hans-Christian Hausenberg Karl Nazarov Ken Minkovski Henri Sai    | 40.05        | Israel Asaf Malka Imri Persiado Omri Sadan Dor Kollwitz             | 40.21    |
| Relevo 4 x 400 metros   | Eslovenia Jure Grkman Lovro Mesec-Košir Rok Ferlan Luka Janežič             | 3:06.80     | Letonia Maksims Sincukovs Austris Karpinskis Ilja Petrušenko Janis Leitis | 3:07.73      | Estonia Karl Erik Nazarov Rivar Tipp Jaak-Heinrich Jagor Erik Jagor | 3:08.95  |
| Salto de altura         | Tihomir Ivanov Bulgaria                                                     | 2.24        | Karl Lumi Estonia                                                         | 2.21         | Kyriakos Ioannou Chipre                                             | 2.10 =   |
| Salto con pértiga       | Mareks Ārents Letonia                                                       | 5.50        | Nikandros Stylianou Chipre                                                | 5.50         | Robin Nool Estonia                                                  | 5.20     |
| Salto de longitud       | Elvijs Misāns Letonia                                                       | 7.78        | Sanjin Šimić · Croacia                                                    | 7.63         | Hans-Christian Hausenberg Estonia                                   | 7.50     |
| Triple salto            | Lasha Gulelauri Georgia                                                     | 16.44       | Tom Ya'acobov Georgia                                                     | 16.39        | Momchil Karailiev Bulgaria                                          | 16.16    |
| Lanzamiento de peso     | Bob Bertemes Luxemburgo                                                     | 21.62       | Filip Mihaljević · Croacia                                                | 21.03        | Kristo Galeta Estonia                                               | 19.57    |
| Lanzamiento de disco    | Lukas Weißhaidinger · Austria                                               | 63.99       | Martin Kupper Estonia                                                     | 63.51        | Apostolos Parellis · Austria                                        | 62.48    |
| Lanzamiento de martillo | Alexandros Poursanidis Chipre                                               | 71.06       | Nejc Pleško Eslovenia                                                     | 70.49        | Adam Kelly Estonia                                                  | 65.27    |
| Lanzamiento de jabalina | Magnus Kirt Estonia                                                         | 81.47       | Gatis Čakšs Letonia                                                       | 77.23        | Mark Slavov Bulgaria                                                | 74.14    |

### Pruebas femeninas
| Evento                  | Oro                                                                           | Oro      | Plata                                                              | Plata    | Bronce                                                                      | Bronce   |
| ----------------------- | ----------------------------------------------------------------------------- | -------- | ------------------------------------------------------------------ | -------- | --------------------------------------------------------------------------- | -------- |
| 100 metros              | Ivet Lalova-Collio Bulgaria                                                   | 11.51    | Maja Mihalinec Eslovenia                                           | 11.56    | Diana Vaisman Israel                                                        | 11.64    |
| 200 metros              | Ivet Lalova-Collio Bulgaria                                                   | 22.99    | Maja Mihalinec Eslovenia                                           | 23.03    | Gunta Vaicule Letonia                                                       | 23.51    |
| 400 metros              | Eleni Artymata Chipre                                                         | 51.93    | Anita Horvat Eslovenia                                             | 52.45    | Gunta Vaicule Letonia                                                       | 53.58    |
| 800 metros              | Līga Velvere Letonia                                                          | 2:03.45  | Jerneja Smonkar Eslovenia                                          | 2:04.66  | Shanie Landen Israel                                                        | 4:20.96  |
| 1500 metros             | Anna Emilie Møller Dinamarca                                                  | 4:18.59  | Vera Hoffmann Luxemburgo                                           | 4:19.25  | Adva Cohen Israel                                                           | 2:06.67  |
| 3000 metros             | Anna-Emilie Møller Dinamarca                                                  | 9:12.59  | Militsa Mircheva Bulgaria                                          | 9:20.50  | Liina Tšernov Estonia                                                       | 9:22.17  |
| 5000 metros             | Lonah Chemtai Salpeter Israel                                                 | 15:44.38 | Matea Parlov · Croacia                                             | 16:03.71 | Julia Mayer · Austria                                                       | 16:07.96 |
| 3000 metros obstáculos  | Adva Cohen Israel                                                             | 10:21.07 | Klara Lukan Eslovenia                                              | 10:33.55 | Lena Millonig · Austria                                                     | 10:45.11 |
| 100 metros vallas       | Beate Schrott · Austria                                                       | 13.36    | Ivana Loncarek · Croacia                                           | 13.53    | Thea Haahr Dinamarca                                                        | 13.56    |
| 400 metros vallas       | Sara Slott Petersen Dinamarca                                                 | 55.76    | Agata Zupin Eslovenia                                              | 58.36    | Ida Šimunčić · Croacia                                                      | 58.66    |
| Relevo 4 x 100 metros   | Chipre Olivia Fotopoulou Ramona Papaioannou Filippa Fotopoulou Eleni Artymata | 44.15    | Estonia Õilme Võro Kreete Verlin Karoli Käärt Ksenija Balta        | 44.71    | Israel Gal Kadmon Diana Vaisman Olga Lenskay Yarko Ilana Dorfman            | 44.85    |
| Relevo 4 x 400 metros   | Eslovenia Agata Zupin Jerneja Smonkar Aneja Simoncic Anita Horvat             | 3:36.71  | Estonia Helin Meier Annika Sakkarias Marielle Kleemeier Liis Roose | 3:40.18  | Croacia · Ida Šimuncic · Alena Hrusoci · Veronika Drljacic · Kristina Dudek | 3:40.82  |
| Salto de altura         | Mirela Demireva Bulgaria                                                      | 1.94     | Ana Šimic · Croacia                                                | 1.94 =   | Maruša Cernjul Eslovenia                                                    | 1.90     |
| Salto con pértiga       | Tina Šutej Eslovenia                                                          | 4.70     | Caroline Bonde Holm Dinamarca                                      | 4.05     | Ildze Bortašcenoka Letonia                                                  | 3.95     |
| Salto de longitud       | Ksenija Balta Estonia                                                         | 6.52     | Nektaria Panagi Chipre                                             | 6.32     | Neja Filipic Eslovenia                                                      | 6.12     |
| Triple salto            | Gabriela Petrova Bulgaria                                                     | 14.14    | Janne Nielsen Dinamarca                                            | 13.61    | Merilyn Uudmäe Estonia                                                      | 13.56    |
| Lanzamiento de peso     | Radoslava Mavrodieva Bulgaria                                                 | 17.34    | Marija Tolj · Croacia                                              | 15.73    | Maria Sløk Hansen Dinamarca                                                 | 14.92    |
| Lanzamiento de disco    | Sandra Perković · Croacia                                                     | 68.58    | Kätlin Tõllasson Estonia                                           | 55.73    | Kathrine Bebe Dinamarca                                                     | 54.58    |
| Lanzamiento de martillo | Laura Igaune Letonia                                                          | 66.82    | Barbara Špiler Eslovenia                                           | 64.85    | Anamari Kožul · Croacia                                                     | 64.79    |
| Lanzamiento de jabalina | Sara Kolak · Croacia                                                          | 57.97    | Martina Ratej Eslovenia                                            | 56.87    | Gundega Griva Letonia                                                       | 51.41    |

### Tabla de puntuaciones
| Acontecimiento          | Acontecimiento | Austria | Bulgaria | Croacia | Chipre | Dinamarca | Estonia | Georgia | Israel | Letonia | Luxemburgo | Malta | Eslovenia |
| ----------------------- | -------------- | ------- | -------- | ------- | ------ | --------- | ------- | ------- | ------ | ------- | ---------- | ----- | --------- |
| 100 metros              | M              | 12      | 9        | 8       | 10     | 7         | 5       | 1       | 11     | 3       | 6          | 2     | 4         |
| 100 metros              | W              | 6       | 12       | 3       | 9      | 5         | 2       | 1       | 10     | 8       | 7          | 4     | 11        |
| 200 metros              | M              | 12      | 9        | 2       | 6      | 11        | 7       | 1       | 8      | 5       | 4          | 3     | 10        |
| 200 metros              | W              | 8       | 12       | 3       | 1      | 9         | 7       | 2       | 5      | 10      | 4          | 6     | 11        |
| 400 metros              | M              | 8       | 4        | 9       | 2      | 5         | 6       | 7       | 10     | 11      | 3          | 1     | 12        |
| 400 metros              | W              | 9       | 5        | 8       | 12     | 4         | 6       | 1       | 3      | 10      | 2          | 7     | 11        |
| 800 metros              | M              | 5       | 4        | 10      | 6      | 12        | 3       | 2       | 8      | 9       | 7          | 1     | 11        |
| 800 metros              | W              | 4       | 2        | 7       | 8      | 5         | 6       | 1       | 10     | 12      | 9          | 3     | 11        |
| 1500 metros             | M              | 4       | 8        | 5       | 3      | 12        | 10      | 1       | 11     | 6       | 7          | 2     | 9         |
| 1500 metros             | W              | 2       | 6        | 7       | 8      | 12        | 5       | 1       | 10     | 9       | 11         | 3     | 4         |
| 3000 metros             | M              | 8       | 10       | 12      | 2      | 11        | 6       | 3       | 7      | 9       | 5          | 1     | 4         |
| 3000 metros             | W              | 8       | 11       | 4       | 6      | 12        | 10      | 9       | 2      | 5       | 3          | 1     | 7         |
| 5000 metros             | M              | 12      | 9        | 5       | 4      | 6         | 11      | 2       | 10     | 8       | 3          | 1     | 7         |
| 5000 metros             | W              | 10      | 5        | 11      | 6      | 9         | 1       | 8       | 12     | 7       | 2          | 3     | 4         |
| 3000 metros obstáculos  | M              | 10      | 11       | 9       | 4      | 6         | 12      | 8       | 7      | 5       | 2          | 3     | 1         |
| 3000 metros obstáculos  | W              | 10      | 3        | 5       | 9      | 6         | 7       | 1       | 12     | 2       | 4          | 8     | 11        |
| 110/100 metros vallas   | M              | 3       | 10       | 6       | 12     | 11        | 9       | 2       | 5      | 7       | 4          | 1     | 8         |
| 110/100 metros vallas   | W              | 12      | 9        | 11      | 0      | 10        | 7       | 4       | 0      | 6       | 5          | 3     | 8         |
| 400 metros vallas       | M              | 9       | 5        | 6       | 4      | 10        | 11      | 1       | 7      | 12      | 2          | 3     | 8         |
| 400 metros vallas       | W              | 5       | 9        | 10      | 4      | 12        | 8       | 1       | 7      | 6       | 3          | 2     | 11        |
| Relevo 4 × 100 metros   | M              | 12      | 7        | 5       | 6      | 9         | 11      | 0       | 10     | 4       | 3          | 2     | 8         |
| Relevo 4 × 100 metros   | W              | 9       | 6        | 4       | 12     | 8         | 11      | 1       | 10     | 5       | 2          | 3     | 7         |
| Relevo 4 × 400 metros   | M              | 0       | 3        | 8       | 7      | 9         | 10      | 4       | 0      | 11      | 6          | 5     | 12        |
| Relevo 4 × 400 metros   | W              | 7       | 9        | 10      | 5      | 6         | 11      | 1       | 4      | 8       | 2          | 3     | 12        |
| Salto de altura         | M              | 7.5     | 12       | 6       | 10     | 2         | 11      | 3       | 7.5    | 9       | 4          | 0     | 5         |
| Salto de altura         | W              | 8.5     | 12       | 11      | 7      | 6         | 8.5     | 2       | 5      | 4       | 3          | 0     | 10        |
| Salto con pértiga       | M              | 5       | 6        | 9       | 11     | 7         | 10      | 3       | 8      | 12      | 4          | 0     | 0         |
| Salto con pértiga       | W              | 0       | 4        | 5       | 7      | 11        | 8       | 3       | 9      | 10      | 6          | 0     | 12        |
| Salto de longitud       | M              | 2       | 1        | 11      | 7      | 9         | 10      | 8       | 3      | 12      | 5          | 6     | 4         |
| Salto de longitud       | W              | 5       | 9        | 2       | 11     | 7         | 12      | 1       | 4      | 8       | 3          | 6     | 10        |
| Triple salto            | M              | 8       | 10       | 6       | 5      | 3         | 7       | 12      | 11     | 9       | 2          | 1     | 4         |
| Triple salto            | W              | 5       | 12       | 7       | 1      | 11        | 10      | 6       | 4      | 8       | 2          | 3     | 9         |
| Lanzamiento de peso     | M              | 2       | 7        | 11      | 4      | 6         | 10      | 9       | 8      | 3       | 12         | 1     | 5         |
| Lanzamiento de peso     | W              | 6       | 12       | 11      | 2      | 10        | 8       | 7       | 4      | 5       | 9          | 1     | 3         |
| Lanzamiento de disco    | M              | 12      | 6        | 9       | 10     | 7         | 11      | 3       | 4      | 2       | 5          | 1     | 8         |
| Lanzamiento de disco    | W              | 4       | 5        | 12      | 9      | 10        | 11      | 2       | 6      | 8       | 3          | 1     | 7         |
| Lanzamiento de martillo | M              | 6       | 7        | 8       | 12     | 4         | 10      | 9       | 3      | 5       | 1          | 2     | 11        |
| Lanzamiento de martillo | W              | 7       | 2        | 10      | 8      | 4         | 9       | 5       | 6      | 12      | 3          | 1     | 11        |
| Lanzamiento de jabalina | M              | 4       | 10       | 8       | 6      | 7         | 12      | 2       | 5      | 11      | 3          | 1     | 9         |
| Lanzamiento de jabalina | W              | 8       | 5        | 12      | 4      | 2         | 7       | 3       | 6      | 10      | 9          | 1     | 11        |
| País                    | País           | Austria | Bulgaria | Croacia | Chipre | Dinamarca | Estonia | Georgia | Israel | Letonia | Luxemburgo | Malta | Eslovenia |
| Total                   | Total          | 275     | 298      | 306     | 260    | 313       | 336.5   | 141     | 272.5  | 306     | 180        | 96    | 321       |
| Puesto                  | Puesto         | 7º      | 6º       | 5º      | 9º     | 3º        | 1º      | 11º     | 8º     | 4º      | 10º        | 12º   | 2º        |

### Clasificación final
| Pos | País       | Pts   | Nota                                                                      |
| --- | ---------- | ----- | ------------------------------------------------------------------------- |
| 1   | Estonia    | 336.5 | Asciende a la Primera División 2021                                       |
| 2   | Eslovenia  | 321   |                                                                           |
| 3   | Dinamarca  | 313   |                                                                           |
| 4   | Letonia    | 306   | Desempate por mayor número de victorias de Letonia (5) que de Croacia (3) |
| 5   | Croacia    | 306   | Desempate por mayor número de victorias de Letonia (5) que de Croacia (3) |
| 6   | Bulgaria   | 298   |                                                                           |
| 7   | Austria    | 275   |                                                                           |
| 8   | Israel     | 272.5 | Descienden a la Tercera División 2021                                     |
| 9   | Chipre     | 260   | Descienden a la Tercera División 2021                                     |
| 10  | Luxemburgo | 180   | Descienden a la Tercera División 2021                                     |
| 11  | Georgia    | 141   | Descienden a la Tercera División 2021                                     |
| 12  | Malta      | 96    | Descienden a la Tercera División 2021                                     |

## Tercera División

### Países participantes
- AASSE[n 1]
- Albania (no participó en 2017)
- Andorra
- Armenia
- Azerbaiyán
- Bosnia y Herzegovina
- Islandia (descendido)
- Kosovo (no participó en 2017)
- Macedonia del Norte
- Moldavia (descendido)
- Montenegro
- Serbia (descendido)

1. ↑  El equipo de la AASSE estaba compuesto por atletas de Gibraltar, Mónaco y Liechtenstein.

### Desarrollo
La lucha por la primera posición, la única que daba derecho al ascenso, se centró en los equipos de Islandia y Serbia. Los atletas serbios consiguieron la victoria en 15 de las 40 pruebas disputadas; pero los islandeses, aun logrando tan solo 5 victorias parciales, mantuvieron un nivel muy alto en casi todas las pruebas, acabando entre los cuatro primeros en 31 de ellas y no bajando en ninguna del séptimo puesto. Así, Serbia lideraba la competición a falta de una sola prueba, el relevo 4 × 400 masculino, con nueve puntos de ventaja que parecían asegurarles la primera posición. Sin embargo, el relevo serbio fue descalificado por obstruir a sus rivales en la entrega del testigo, de modo que el segundo puesto de los islandeses les dio la victoria final y el ascenso.
En cuanto a las actuaciones individuales, destacaron las dos victorias de la albanesa Luiza Gega en los 3000 m obstáculos y los 5000 m, en ambos casos con las mejores marcas de las cuatro divisiones que componen el campeonato. También consiguieron dos victorias individuales el macedonio Jovan Stojoski (100 m y 200 m) y los serbios Elzan Bibić y Teodora Simović (1500 m y 3000 m en categoría masculina y femenina, respectivamente).

### Pruebas masculinas
| Evento                  | Oro | Oro      | Plata | Plata    | Bronce                                                                         | Bronce      |
| ----------------------- | --- | -------- | --- | -------- | ------------------------------------------------------------------------------ | ----------- |
| 100 metros              | Jovan Stojoski Macedonia del Norte                                                                        | 10.72    | Hajrudin Vejzović Bosnia y Herzegovina                                                                    | 10.77    | Aleksa Kijanović Serbia                                                        | 10.79       |
| 200 metros              | Jovan Stojoski Macedonia del Norte                                                                        | 21.35    | Kolbeinn Höður Gunnarsson Islandia                                                                        | 21.53    | Aleksa Kijanović Serbia                                                        | 21.90       |
| 400 metros              | Franko Burraj · Albania                                                                                   | 46.48    | Boško Kijanović Serbia                                                                                    | 46.70    | Jovan Stojoski Macedonia del Norte                                             | 46.94 NU23B |
| 800 metros              | Abedin Mujezinović Bosnia y Herzegovina                                                                   | 1:47.64  | Musa Hajdari Kosovo                                                                                       | 1:48.19  | Pol Moya · Andorra                                                             | 1:48.58     |
| 1500 metros             | Elzan Bibić Serbia                                                                                        | 3:47.79  | Hlynur Andrésson Islandia                                                                                 | 3:49.29  | Yervand Mkrtchyan Armenia                                                      | 3:50.47     |
| 3000 metros             | Elzan Bibić Serbia                                                                                        | 8:04.74  | Hlynur Andrésson Islandia                                                                                 | 8:15.18  | Dario Ivanovski Macedonia del Norte                                            | 8:20.28     |
| 5000 metros             | Miloš Malešević Serbia                                                                                    | 14:47.05 | Osman Junuzović Bosnia y Herzegovina                                                                      | 14:49.76 | Maxim Răileanu Moldavia                                                        | 15:02.07    |
| 3000 metros obstáculos  | Nicolai Gorbușco Moldavia                                                                                 | 8:58.84  | Yervand Mkrtchyan Armenia                                                                                 | 8:59.15  | Osman Junuzović Bosnia y Herzegovina                                           | 9:03.64     |
| 110 metros vallas       | Luka Trgovčević Serbia                                                                                    | 14.29    | Rahib Məmmədov Azerbaiyán                                                                                 | 14.50    | Alexandru Cruşelnițchi Moldavia                                                | 14.64       |
| 400 metros vallas       | Rusmir Malkočević Bosnia y Herzegovina                                                                    | 51.84    | Ívar Kristinn Jasonarson Islandia                                                                         | 52.56    | Andrea Ercolani Volta San Marino                                               | 52.65       |
| Relevo 4 x 100 metros   | Islandia Juan Ramón Borges Bosque Jóhann Björn Sigurbjörnsson Kolbeinn Höður Gunnarsson Ari Bragi Kárason | 40.44    | Serbia Boško Kijanović Miloš Grujić Nemanja Bulajić Aleksa Kijanović                                      | 41.19    | Moldavia Alexandru Zatic Andrei Șturmilov Cristin Eşanu Alexandru Crușelnițchi | 42.16       |
| Relevo 4 x 400 metros   | Bosnia y Herzegovina Arman Curo Rusmir Malkočević Stefan Ćuković Abedin Mujezinović                       | 3:13.61  | Islandia Kolbeinn Höður Gunnarsson Kormákur Ari Haflidason Hinrik Snær Steinsson Ívar Kristinn Jasonarson | 3:14.38  | Moldavia Denis Cernei Ivan Siuris Cristin Eşanu Andrei Șturmilov               | 3:17.04     |
| Salto de altura         | Jasmin Halili Serbia                                                                                      | 2.10     | Matteo Mosconi San Marino                                                                                 | 2.05     | Maid Redžić Bosnia y Herzegovina                                               | 2.00        |
| Salto con pértiga       | Miloš Savić Serbia                                                                                        | 4.81     | Miquel Vílchez · Andorra                                                                                  | 4.61     | Benjamín Jóhann Johnsen Islandia                                               | 4.51        |
| Salto de longitud       | Strahinja Jovančević Serbia                                                                               | 7.39     | Artak Hambardzumyan Armenia                                                                               | 7.24     | Vadim Doscalov Moldavia                                                        | 7.12        |
| Triple salto            | Levon Aghasyan Armenia                                                                                    | 16.46    | Rüstəm Məmmədov Azerbaiyán                                                                                | 15.97    | Vadim Doscalov Moldavia                                                        | 15.46       |
| Lanzamiento de peso     | Asmir Kolašinac Serbia                                                                                    | 20.01    | Tomaš Đurović · Montenegro                                                                                | 19.45    | Kemal Mešić Bosnia y Herzegovina                                               | 19.43       |
| Lanzamiento de disco    | Danijel Furtula · Montenegro                                                                              | 60.32    | Ștefan Mura Moldavia                                                                                      | 51.99    | Valdimar Hjalti Erlendsson Islandia                                            | 51.20       |
| Lanzamiento de martillo | Serghei Marghiev Moldavia                                                                                 | 73.54    | Hilmar Örn Jónsson Islandia                                                                               | 72.43    | Samir Vilić Bosnia y Herzegovina                                               | 54.06       |
| Lanzamiento de jabalina | Dejan Mileusnić Bosnia y Herzegovina                                                                      | 76.86    | Vedran Samac Serbia                                                                                       | 76.68    | Dagbjartur Daði Jónsson Islandia                                               | 74.18       |

### Pruebas femeninas
| Evento                  | Oro                                                                                                  | Oro      | Plata | Plata    | Bronce                                                                            | Bronce      |
| ----------------------- | --- | -------- | --- | -------- | --------------------------------------------------------------------------------- | ----------- |
| 100 metros              | Milana Tirnanić Serbia                                                                               | 11.50    | Guðbjörg Jóna Bjarnadóttir Islandia                                                                         | 11.58    | Zəkiyyə Həsənova Azerbaiyán                                                       | 11.94       |
| 200 metros              | Guðbjörg Jóna Bjarnadóttir Islandia                                                                  | 23.74    | Maja Ćirić Serbia                                                                                           | 23.82    | Zəkiyyə Həsənova Azerbaiyán                                                       | 24.52       |
| 400 metros              | Maja Ćirić Serbia                                                                                    | 53.32    | Þórdís Eva Steinsdóttir Islandia                                                                            | 56.23    | Drita Islami Macedonia del Norte                                                  | 56.72       |
| 800 metros              | Jelena Gajić Bosnia y Herzegovina                                                                    | 2:05.82  | Aníta Hinriksdóttir Islandia                                                                                | 2:06.16  | Marija Stambolić Serbia                                                           | 2:06.22     |
| 1500 metros             | Teodora Simović Serbia                                                                               | 4:32.33  | Aníta Hinriksdóttir Islandia                                                                                | 4:36.33  | Gresa Bakraçi Kosovo                                                              | 4:42.26     |
| 3000 metros             | Teodora Simović Serbia                                                                               | 9:23.86  | Lilia Fisikovici Moldavia                                                                                   | 9:26.77  | Andrea Kolbeinsdóttir Islandia                                                    | 9:47.66     |
| 5000 metros             | Luiza Gega · Albania                                                                                 | 15:36.62 | Lilia Fisikovici Moldavia                                                                                   | 16:13.24 | Olivera Jevtić Serbia                                                             | 17:14.66    |
| 3000 metros obstáculos  | Luiza Gega · Albania                                                                                 | 9:25.80  | Ellada Alaverdyan Armenia                                                                                   | 11:08.01 | Nevena Jovanović Serbia                                                           | 11:15.48    |
| 100 metros vallas       | Anja Lukić Serbia                                                                                    | 13.83    | María Rún Gunnlaugsdóttir Islandia                                                                          | 14.21    | Mladena Petrušic Bosnia y Herzegovina                                             | 14.37       |
| 400 metros vallas       | Drita Islami Macedonia del Norte                                                                     | 1:00.81  | Iana Garaeva Moldavia                                                                                       | 1:04.35  | Beatrice Berti San Marino                                                         | 1:06.35     |
| Relevo 4 x 100 metros   | Islandia Andrea Torfadóttir Dóróthea Jóhannesdóttir Agnes Kristjánsdóttir Guðbjörg Jóna Bjarnadóttir | 45.81    | Serbia Anja Lukić Zorana Barjaktarović Katarina Sirmić Milana Tirnanić                                      | 45.83    | Azerbaiyán Fakhriyya Taghizade Yelena Pekhtireva Lamiya Valiyeva Zəkiyyə Həsənova | 46.92       |
| Relevo 4 x 400 metros   | Serbia Katarina Ilić Bojana Kaličanin Zorana Barjaktarović Tamara Salaški                            | 3:43.50  | Islandia Glódís Edda Þuríðardóttir Gudbjörg Jóna Bjarnadóttir Agnes Kristjánsdóttir Þórdís Eva Steinsdóttir | 3:45.47  | Bosnia y Herzegovina Aleksandra Roljić Alisa Bečič Adela Čomor Jelena Gajić       | 3:59.21 SB  |
| Salto de altura         | Marija Vuković · Montenegro                                                                          | 1.84     | Mladena Petrušić Bosnia y Herzegovina                                                                       | 1.80 =   | María Rún Gunnlaugsdóttir Islandia                                                | 1.75 =      |
| Salto con pértiga       | Hulda Þorsteinsdóttir Islandia                                                                       | 3.60     | Eleonora Rossi San Marino                                                                                   | 3.26     | Valentina Slović Serbia                                                           | 3.11        |
| Salto de longitud       | Milica Gardašević Serbia                                                                             | 6.28     | Ljiljana Matović · Montenegro                                                                               | 5.83     | Birna Kristín Kristjánsdóttir Islandia                                            | 5.73        |
| Triple salto            | Iuliana Dabija Moldavia                                                                              | 12.90    | Sabrina Zralova Azerbaiyán                                                                                  | 12.90    | Marija Stojadinović Serbia                                                        | 12.86 NU23B |
| Lanzamiento de peso     | Dimitriana Surdu Moldavia                                                                            | 16.46    | Erna Sóley Gunnarsdóttir Islandia                                                                           | 15.85    | Kristina Rakočević · Montenegro                                                   | 14.88       |
| Lanzamiento de disco    | Dragana Tomašević Serbia                                                                             | 59.19    | Kristina Rakočević · Montenegro                                                                             | 52.88    | Dimitriana Surdu Moldavia                                                         | 50.77       |
| Lanzamiento de martillo | Zalina Petrivskaya Moldavia                                                                          | 71.85    | Hanna Skidan Azerbaiyán                                                                                     | 69.19    | Vigdís Jónsdóttir Islandia                                                        | 61.52       |
| Lanzamiento de jabalina | Ásdís Hjálmsdóttir Islandia                                                                          | 57.04    | Marija Vučenović Serbia                                                                                     | 56.71    | Vanja Spaić Bosnia y Herzegovina                                                  | 42.92       |

### Tabla de puntuaciones
| Prueba                  | Prueba | AASSE | Albania | Andorra | Armenia | Azerbaiyán | Bosnia y Herzegovina | Islandia | Kosovo | Macedonia del Norte | Moldavia | Montenegro | San Marino | Serbia |
| ----------------------- | ------ | ----- | ------- | ------- | ------- | ---------- | -------------------- | -------- | ------ | ------------------- | -------- | ---------- | ---------- | ------ |
| 100 metros              | M      | 2     | 5       | 6       | 3       | 0          | 12                   | 10       | 7      | 13                  | 8        | 4          | 9          | 11     |
| 100 metros              | F      | 1     | 2       | 3.5     | 9       | 11         | 6                    | 12       | 7      | 5                   | 10       | 8          | 3.5        | 13     |
| 200 metros              | M      | 4     | 5       | 1       | 2       | 7          | 9                    | 12       | 6      | 13                  | 10       | 3          | 8          | 11     |
| 200 metros              | F      | 4     | 7       | 6       | 9       | 11         | 8                    | 13       | 5      | 4                   | 0        | 2          | 3          | 12     |
| 400 metros              | M      | 1     | 13      | 4       | 3       | 8          | 10                   | 7        | 6      | 11                  | 9        | 2          | 5          | 12     |
| 400 metros              | F      | 3     | 6       | 1       | 10      | 8          | 9                    | 12       | 2      | 11                  | 7        | 4          | 5          | 13     |
| 800 metros              | M      | 2     | 10      | 11      | 6       | 0          | 13                   | 9        | 12     | 4                   | 7        | 5          | 3          | 8      |
| 800 metros              | F      | 8     | 6       | 0       | 9       | 0          | 13                   | 12       | 10     | 3                   | 7        | 5          | 4          | 11     |
| 1500 metros             | M      | 10    | 4       | 7       | 11      | 0          | 9                    | 12       | 5      | 8                   | 6        | 3          | 2          | 13     |
| 1500 metros             | F      | 9     | 0       | 0       | 10      | 0          | 0                    | 12       | 11     | 7                   | 8        | 6          | 5          | 13     |
| 3000 metros             | M      | 3     | 0       | 6       | 8       | 0          | 9                    | 12       | 7      | 11                  | 10       | 5          | 4          | 13     |
| 3000 metros             | F      | 0     | 0       | 0       | 8       | 0          | 9                    | 11       | 6      | 7                   | 12       | 10         | 5          | 13     |
| 5000 metros             | M      | 4     | 0       | 0       | 9       | 0          | 12                   | 10       | 8      | 7                   | 11       | 6          | 5          | 13     |
| 5000 metros             | F      | 0     | 13      | 0       | 5       | 0          | 7                    | 10       | 6      | 8                   | 12       | 9          | 4          | 11     |
| 3000 metros obstáculos  | M      | 7     | 6       | 10      | 12      | 0          | 11                   | 9        | 0      | 10                  | 13       | 5          | 3          | 8      |
| 3000 metros obstáculos  | F      | 0     | 13      | 0       | 12      | 0          | 10                   | 7        | 0      | 6                   | 8        | 9          | 5          | 11     |
| 110/100 metros vallas   | M      | 0     | 6       | 0       | 5       | 12         | 9                    | 10       | 0      | 7                   | 11       | 4          | 8          | 13     |
| 110/100 metros vallas   | F      | 0     | 9       | 5       | 6       | 0          | 11                   | 12       | 0      | 8                   | 10       | 7          | 4          | 13     |
| 400 metros vallas       | M      | 0     | 6       | 5       | 9       | 0          | 13                   | 12       | 0      | 4                   | 8        | 7          | 11         | 10     |
| 400 metros vallas       | F      | 0     | 0       | 8       | 7       | 0          | 6                    | 9        | 0      | 13                  | 12       | 10         | 11         | 0      |
| Relevo 4 × 100 metros   | M      | 8     | 6       | 7       | 0       | 0          | 10                   | 13       | 0      | 9                   | 11       | 5          | 4          | 12     |
| Relevo 4 × 100 metros   | F      | 0     | 7       | 3       | 10      | 11         | 9                    | 13       | 5      | 6                   | 8        | 4          | 2          | 12     |
| Relevo 4 × 400 metros   | M      | 6     | 0       | 7       | 5       | 0          | 13                   | 12       | 10     | 0                   | 11       | 9          | 8          | 0      |
| Relevo 4 × 400 metros   | F      | 0     | 9       | 0       | 7       | 0          | 11                   | 12       | 10     | 8                   | 0        | 6          | 5          | 13     |
| Salto de altura         | M      | 0     | 6.5     | 0       | 0       | 0          | 11                   | 8        | 6.5    | 9.5                 | 9.5      | 5          | 12         | 13     |
| Salto de altura         | F      | 0     | 0       | 0       | 0       | 0          | 12                   | 11       | 0      | 7.5                 | 7.5      | 13         | 9          | 10     |
| Salto con pértiga       | M      | 0     | 0       | 12      | 0       | 0          | 7                    | 11       | 0      | 0                   | 9        | 10         | 8          | 13     |
| Salto con pértiga       | F      | 0     | 0       | 0       | 0       | 0          | 9                    | 13       | 0      | 0                   | 10       | 0          | 12         | 11     |
| Salto de longitud       | M      | 0     | 0       | 3       | 12      | 10         | 9                    | 8        | 6      | 4                   | 11       | 7          | 5          | 13     |
| Salto de longitud       | F      | 0     | 2       | 3       | 8       | 10         | 9                    | 11       | 4      | 6                   | 7        | 12         | 5          | 13     |
| Triple salto            | M      | 0     | 8       | 0       | 13      | 12         | 9                    | 7        | 5      | 3                   | 11       | 6          | 4          | 10     |
| Triple salto            | F      | 0     | 3       | 0       | 10      | 12         | 7                    | 8        | 4      | 5                   | 13       | 9          | 6          | 11     |
| Lanzamiento de peso     | M      | 0     | 0       | 0       | 9       | 0          | 11                   | 10       | 7      | 6                   | 8        | 12         | 5          | 13     |
| Lanzamiento de peso     | F      | 0     | 4       | 0       | 8       | 0          | 10                   | 12       | 7      | 6                   | 13       | 11         | 5          | 9      |
| Lanzamiento de disco    | M      | 0     | 4       | 0       | 7       | 9          | 10                   | 11       | 6      | 8                   | 12       | 13         | 3          | 5      |
| Lanzamiento de disco    | F      | 0     | 0       | 0       | 7       | 8          | 9                    | 10       | 0      | 6                   | 11       | 12         | 5          | 13     |
| Lanzamiento de martillo | M      | 0     | 0       | 0       | 9       | 0          | 11                   | 12       | 0      | 8                   | 13       | 10         | 7          | 0      |
| Lanzamiento de martillo | F      | 0     | 6       | 0       | 9       | 12         | 8                    | 11       | 0      | 4                   | 13       | 7          | 5          | 10     |
| Lanzamiento de jabalina | M      | 0     | 6       | 0       | 0       | 8          | 13                   | 11       | 5      | 7                   | 10       | 9          | 4          | 12     |
| Lanzamiento de jabalina | F      | 0     | 0       | 0       | 6       | 0          | 11                   | 13       | 8      | 0                   | 10       | 9          | 7          | 12     |
| País                    | País   | AASSE | Albania | Andorra | Armenia | Azerbaiyán | Bosnia y Herzegovina | Islandia | Kosovo | Macedonia del Norte | Moldavia | Montenegro | San Marino | Serbia |
| Total                   | Total  | 72    | 172.5   | 108.5   | 273     | 149        | 385                  | 430      | 181.5  | 263                 | 377      | 283        | 228.5      | 427    |
| Puesto                  | Puesto | 13º   | 10º     | 12º     | 6º      | 11º        | 3º                   | 1º       | 9º     | 7º                  | 4º       | 5º         | 8º         | 2º     |

### Clasificación final
| Pos | País                 | Pts   | Nota                                |
| --- | -------------------- | ----- | ----------------------------------- |
| 1   | Islandia             | 430   | Asciende a la Segunda División 2021 |
| 2   | Serbia               | 427   |                                     |
| 3   | Bosnia y Herzegovina | 385   |                                     |
| 4   | Moldavia             | 377   |                                     |
| 5   | Montenegro           | 283   |                                     |
| 6   | Armenia              | 273   |                                     |
| 7   | Macedonia del Norte  | 263   |                                     |
| 8   | San Marino           | 228.5 |                                     |
| 9   | Kosovo               | 181.5 |                                     |
| 10  | Albania              | 172.5 |                                     |
| 11  | Azerbaiyán           | 149   |                                     |
| 12  | Andorra              | 108.5 |                                     |
| 13  | AASSE                | 72    |                                     |